# Straßen und Plätze in Ludwigshafen am Rhein/W

## Wachenheimer Straße
67067 Ludwigshafen
Wachenheim an der Weinstraße ist eine Kleinstadt an der mittleren Haardt im Landkreis Bad Dürkheim.

## Walter-Gropius-Straße
67069 Ludwigshafen
Walter Gropius war Architekt und Gründer des Bauhauses. Neben Ludwig Mies van der Rohe und Le Corbusier gilt er als Mitbegründer der modernen Architektur.

## Waltharistraße
67065 Ludwigshafen
Walthari war um 540–545 König der Langobarden an der mittleren Donau.

## Walther-Rathenau-Straße
67071 Ludwigshafen-Oggersheim
Walther Rathenau war ein deutscher Industrieller, Schriftsteller und liberaler Politiker der Deutschen Demokratischen Partei. Er wurde als Reichsaußenminister Opfer eines politisch motivierten Attentats.
Die Walther-Rathenau-Straße verläuft nördlich der Dürkheimer Straße und der Gustav-Stresemann-Straße im Stadtteil Oggersheim.

## Walzmühlstraße
67061 Ludwigshafen-Süd

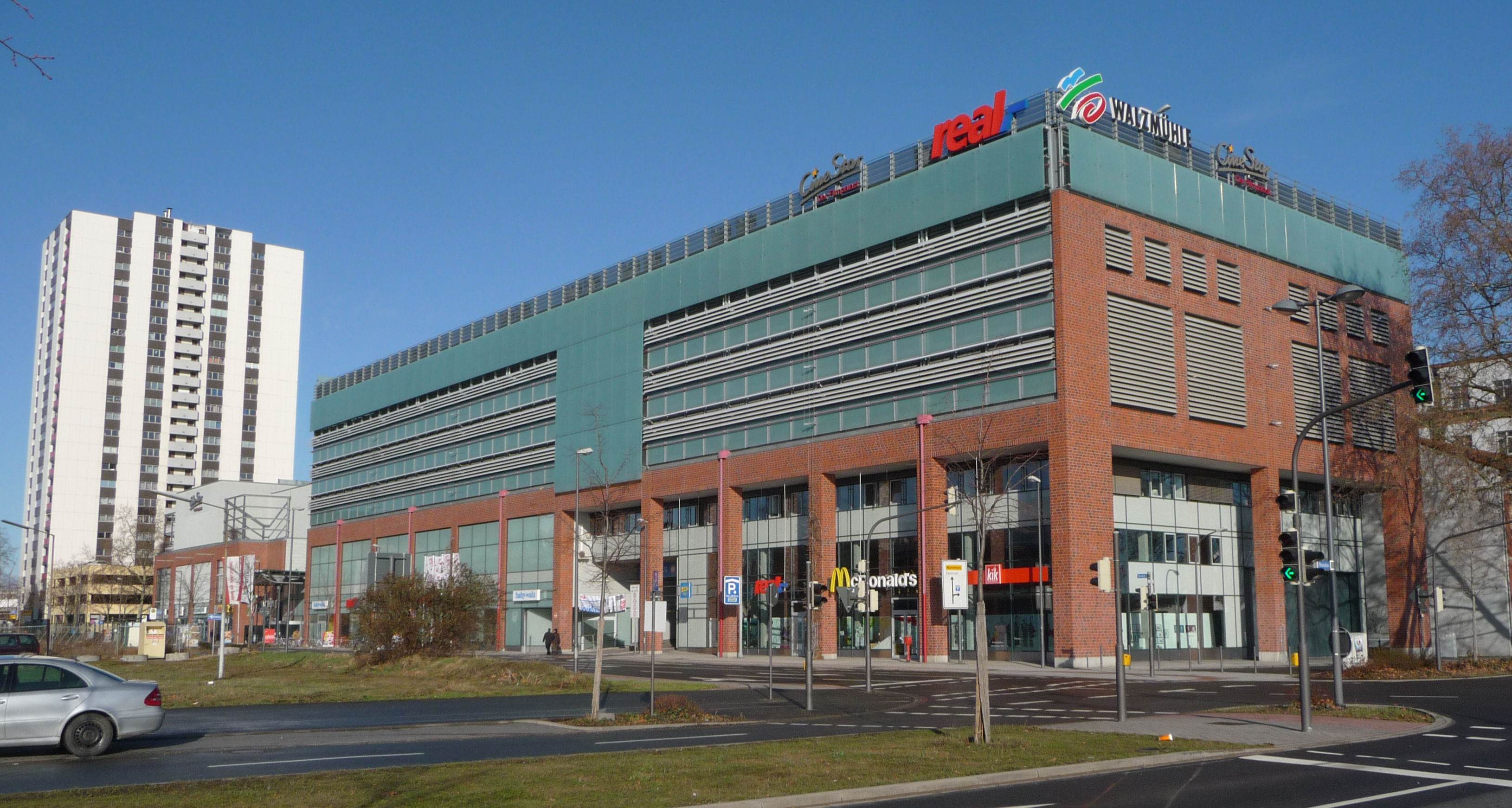
Walzmühle

Die Ludwigshafener Walzmühle ist ein ehemaliger Industriebau, der 1998 zu einem Einkaufszentrum umgebaut wurde.
Die Walzmühlstraße war eine kurze Verbindungsstraße zwischen Rheinuferstraße und Halbergstraße. Sie wurde 1885 im Zusammenhang mit dem Bau der Walzmühle angelegt und hieß ursprünglich Mühlstraße. Ihren späteren Namen erhielt sie im Jahr 1960.

## Wasgaustraße
67065 Ludwigshafen-Mundenheim
Wasgau ist der Name einer Mittelgebirgslandschaft in Rheinland-Pfalz. Er bezeichnet den südlichen Teil des Pfälzerwaldes an der Grenze zum französischen Elsass. Dort setzt sich der Wasgau in den Vogesen fort.

## Wegelnburgstraße
67065 Ludwigshafen-Mundenheim
Die Wegelnburg ist eine Burgruine zwischen Schönau und Nothweiler und die höchstgelegene Burganlage der Pfalz.
Die Wegelnburgstraße ist eine Nord-Süd-Verbindung zwischen Rheingönheimer Straße und Kaiserwörthdamm.

## Weinbietstraße
67065 Ludwigshafen
Das Weinbiet ist einer der höchsten Berge am Ostrand des Pfälzerwaldes zur Oberrheinischen Tiefebene hin. 

## Weinbrennerstraße
67069 Ludwigshafen-Oppau
Friedrich Weinbrenner war ein Architekt, Stadtplaner und Baumeister des Klassizismus.
Die Weinbrennerstraße ist eine Straße am westlichen Ortsrand von Oppau, die ab der Ludwig-Wolker-Straße von der Breitscheidstraße fortgeführt wird.

## Weisenheimer Straße
67067 Ludwigshafen
Weisenheim am Sand ist eine Ortsgemeinde im Landkreis Bad Dürkheim. Weisenheim am Berg ist eine Ortsgemeinde im Landkreis Bad Dürkheim.

## Weißdornhag
67067 Ludwigshafen
Die Weißdorne (Crataegus) sind eine Gattung von Sträuchern oder kleinen Bäumen der Kernobstgewächse (Pyrinae) innerhalb der Familie der Rosengewächse (Rosaceae). 

## Weißenburger Straße
67065 Ludwigshafen-Mundenheim
Weißenburg (frz. Wissembourg) ist eine Stadt im Elsass. Nach dem Westfälischen Frieden 1648 wurde Weißenburg mit großen Teilen des Elsass ein Teil Frankreichs. 
Die Weißenburger Straße führt von der Rheingönheimer Straße in Richtung Bahnhof Mundenheim.

## Welschstraße
67069 Ludwigshafen-Oppau
Johann Maximilian von Welsch war ein Architekt des Barock.
Die Welschstraße führt von der Bürgermeister-Trupp-Straße zur Rheinstraße.

## Welserstraße
67063 Ludwigshafen
Die Welser sind eine Augsburger und Nürnberger Patrizierfamilie von Großkaufleuten.
Die Welserstraße verläuft geradlinig von der Gräfenaustraße ausgehend gegenüber der Einmündung in die Von-der-Tann-Straße bis zur Bürgermeister-Grünzweig-Straße. 
1901 erhielt sie ihren Namen nach dem Handelshaus der Welser.

## Werner-Forßmann-Ring
67071 Ludwigshafen-Oggersheim
Werner Forßmann war ein Mediziner, der als Erfinder des Herzkatheters gelten kann.
Der Werner-Forßmann-Ring befindet sich in unmittelbarer Nähe zur Berufsgenossenschaftlichen Unfallklinik Ludwigshafen. 

## Westendstraße
67059 Ludwigshafen-Mitte

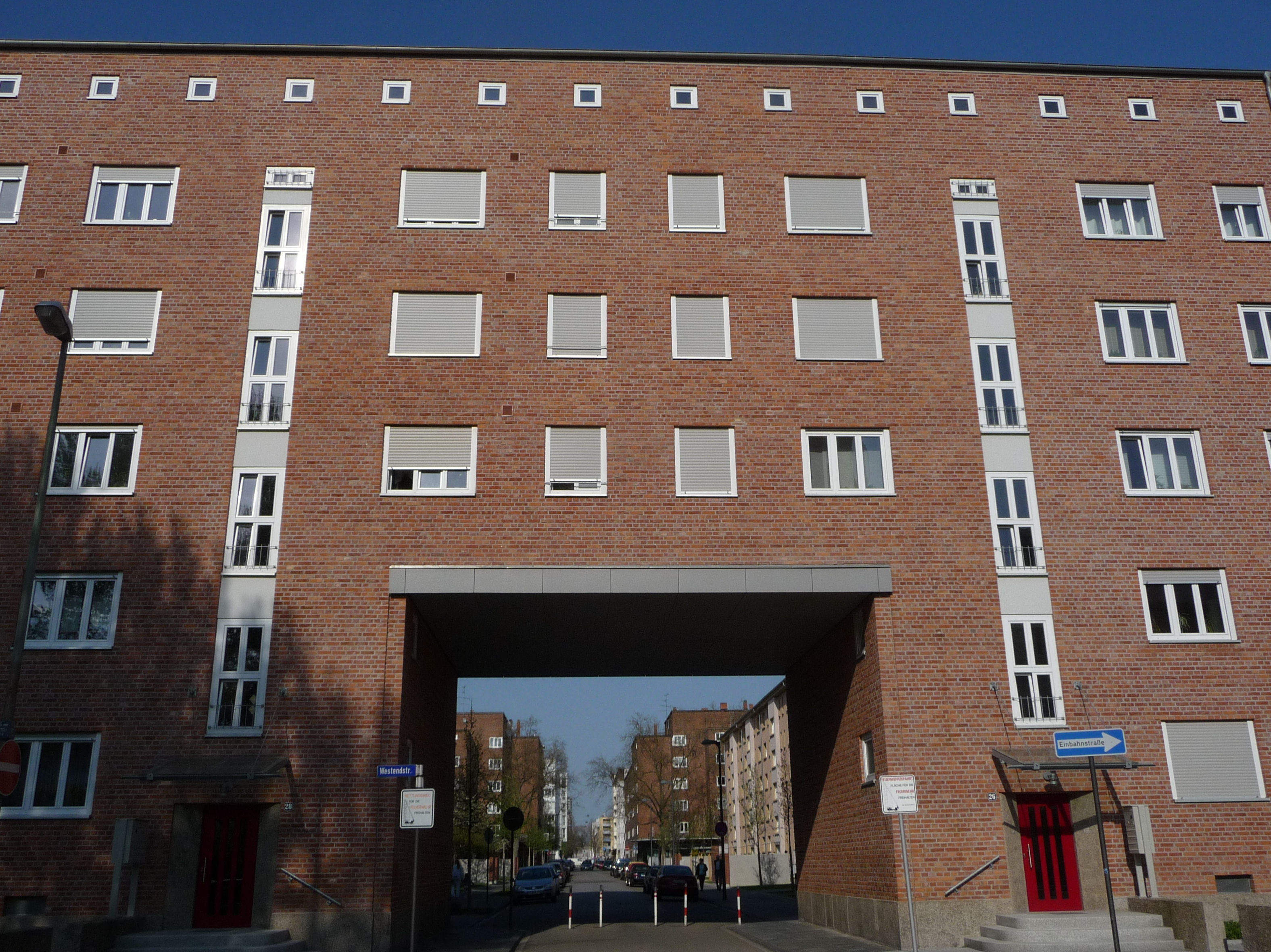
Durchgang von der Westendstraße und Bahnhofstraße

Die Westend-Siedlung wurde in den Jahren 1929 und 1930 von der Gemeinnützigen Aktiengesellschaft für Wohnungsbau, entsprechend den Bedürfnissen der werktätigen Bevölkerung mit geringem Einkommen errichtet.
Die einheitlich geplante und spiegelsymmetrische Bauanlage besteht aus fünfgeschossigen Backsteinbaublöcken mit flachem Dachabschluss. Ihre funktional geprägten Formen sind beeinflusst von der Architektur des Bauhauses.

## Wielandstraße
67065 Ludwigshafen
Christoph Martin Wieland war neben Gotthold Ephraim Lessing, Georg Christoph Lichtenberg und Immanuel Kant – der bedeutendste und reflexionsmächtigste Schriftsteller der Aufklärung im deutschen Sprachgebiet.

## Wiener Straße
67065 Ludwigshafen-Gartenstadt
Wien ist die Bundeshauptstadt und zugleich eines der neun Bundesländer Österreichs.
Die Wiener Straße ist eine von zahlreichen Straßen in der Ernst-Reuter-Siedlung, die nach Orten in Österreich benannt sind.

## Wildermuthstraße
67065 Ludwigshafen
Eberhard Wildermuth war ein deutscher Politiker (FDP/DVP). Von 1949 bis zu seinem Tode war er Bundesminister für Wohnungsbau.

## Wilhelm-Busch-Straße
67071 Ludwigshafen-Oggersheim
Wilhelm Busch gilt wegen seiner satirischen Bildergeschichten in Versen als einer der Pioniere des modernen Comic.
Die Wilhelm-Busch-Straße ist eine Parallelstraße zur Wormser Straße und führt an der Bahnlinie nach Frankenthal und Worms entlang.

## Wilhelmstraße
67069 Ludwigshafen-Oppau
Die Wilhelmstraße ist eine Querstraße zwischen Kirchenstraße und Friedrichstraße.

## Wilhelm-Tell-Straße
67071 Ludwigshafen-Oggersheim
Wilhelm Tell ist ein sagenhafter schweizerischer Freiheitskämpfer und Tyrannenmörder, der an der Wende vom 13. zum 14. Jahrhundert in der Innerschweiz gelebt haben soll. Der Dichter Friedrich Schiller verfasste in seiner späten Schaffensphase das berühmte gleichnamige Bühnenwerk. 
Die Wilhelm-Tell-Straße ist nur eine von vielen Straßen in Oggersheim, die an Friedrich Schiller und seine Werke erinnern. Sie führt von der Raiffeisenstraße zur Dürkheimer Straße.

## Wilhelm-Vorholz-Straße
67071 Ludwigshafen-Notwende

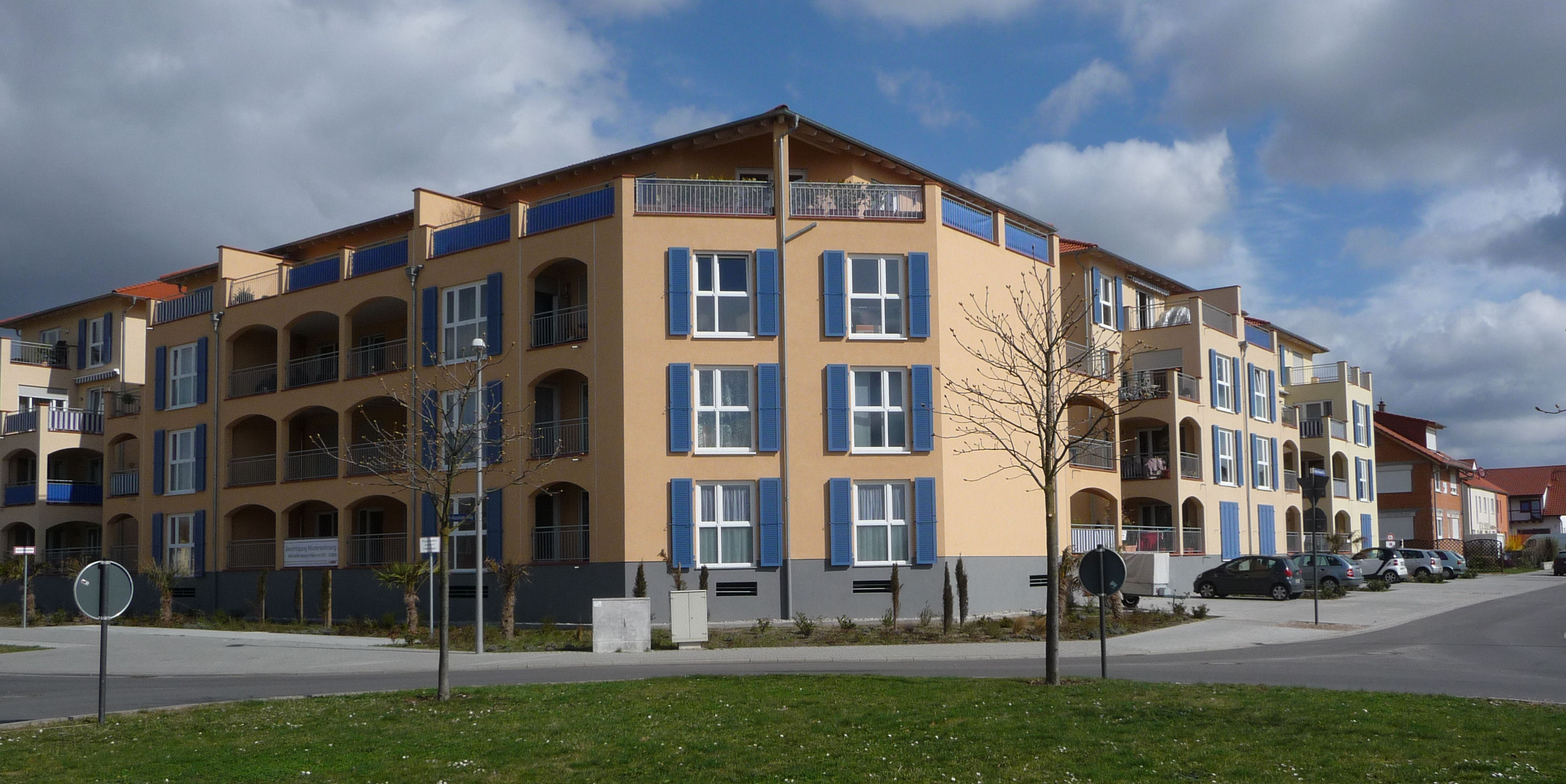
Neubaugebiet Melm

Wilhelm Vorholz war ein Künstler aus Rheinland-Pfalz.
Die Wilhelm-Vorholz-Straße ist eine Straße im Neubaugebiet Melm.

## Willersinnweiher
67063 Ludwigshafen

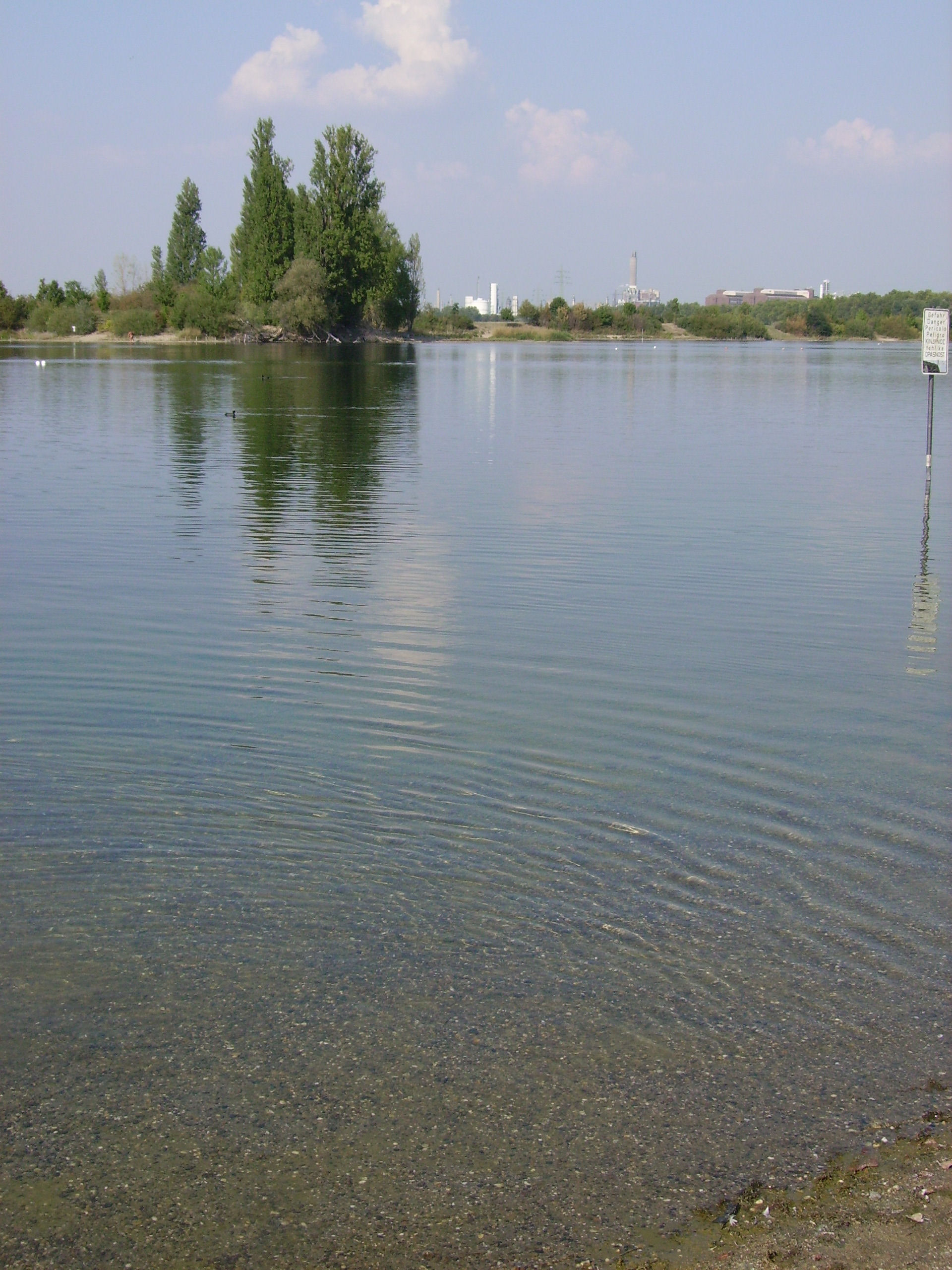
Willersinnweiher

„Gebrüder Willersinn“ ist eine Kalksandsteinfabrik in Oggersheim. 
Aus dem im heutigen Stadtteil Friesenheim gelegenen Willersinnweiher wurde ein ca. 150.000 Jahre alter Schädel eines Neandertalers geborgen. Der Willersinnweiher wird heute als Badesee genutzt.

## Will-Sohl-Straße
67071 Ludwigshafen-Notwende
Die Will-Sohl-Straße ist eine zentrale Straße im Neubaugebiet Notwende, die Am Weidenschlag beginnt und an der Faselwiese endet.

## Windthorststraße
67069 Ludwigshafen
Ludwig Windthorst war ein katholischer Politiker der zweiten Hälfte des 19. Jahrhunderts. 

## Wingertstraße
Ein Weinberg oder Wingert ist eine für den Weinbau landwirtschaftlich genutzte Fläche in Hang- oder Flachlage.

## Wislicenusstraße
67063 Ludwigshafen
Johannes Wislicenus war ein Chemiker, auf den die erste Synthese der Milchsäure und des Acetessigesters zurückgehen.

## Wittelsbachstraße
67061 Süd
Die Wittelsbachstraße wurde im Jahr 1898 nach dem bayerischen Herrscherhaus der Wittelsbacher benannt. Sie wurde Ende des 19. Jahrhunderts als breit angelegte Alleestraße angelegt. Sie beginnt im Luitpoldhafen an der Lagerhausstraße und kreuzt am Bürgermeister-Krafft-Platz die Mundenheimer Straße.

## Wöhlerstraße
67063 Ludwigshafen
Die Wöhlerstraße ist eine kurze, von der Carl-Bosch-Straße ausgehende Stichstraße. Ihren Namen erhielt sie 1885 nach dem Chemiker Friedrich Wöhler. 
Die von Baumreihen flankierte Straße gehörte zu dem für Beamte und Direktoren vorbehaltenen Bereich der BASF-Wohnkolonie. Im Zentrum steht das von einer Parkanlage umgebene Gesellschaftshaus der BASF.

## Wollstraße
67065 Ludwigshafen
Die Wollstraße ist eine längere Verbindungsstraße zwischen zwei Ortsteilen, die westlich an der Großen Blies vorbeiführt. Sie beginnt an der Bruchwiesenstraße in Mundenheim und endet an der Mannheimer Straße in Oggersheim. 

## Wormser Straße
67071 Ludwigshafen-Oggersheim
Worms ist eine kreisfreie Stadt nördliche von Ludwigshafen und liegt direkt am westlichen Rheinufer.
Die Wormser Straße wurde 1754 unter Kurfürst Karl Theodor als Verbindungsweg von Oggersheim nach Frankenthal angelegt.
Ursprünglich hieß sie Frankenthaler Straße und wurde in den 1960er Jahren in Wormser Straße umbenannt. Sie beginnt am Hans-Warsch-Platz in Verlängerung der Mannheimer Straße, verläuft geradlinig stadtauswärts, wo sie in die Bundesstraße 9 nach Worms mündet.

## Wörthstraße
67059 Mitte
Die Wörthstraße ist eine Straße im Stadtzentrum, die die Berliner Straße quert und am Moschhochhaus vorbeiführt.

## Wredestraße
67059 Ludwigshafen-Mitte

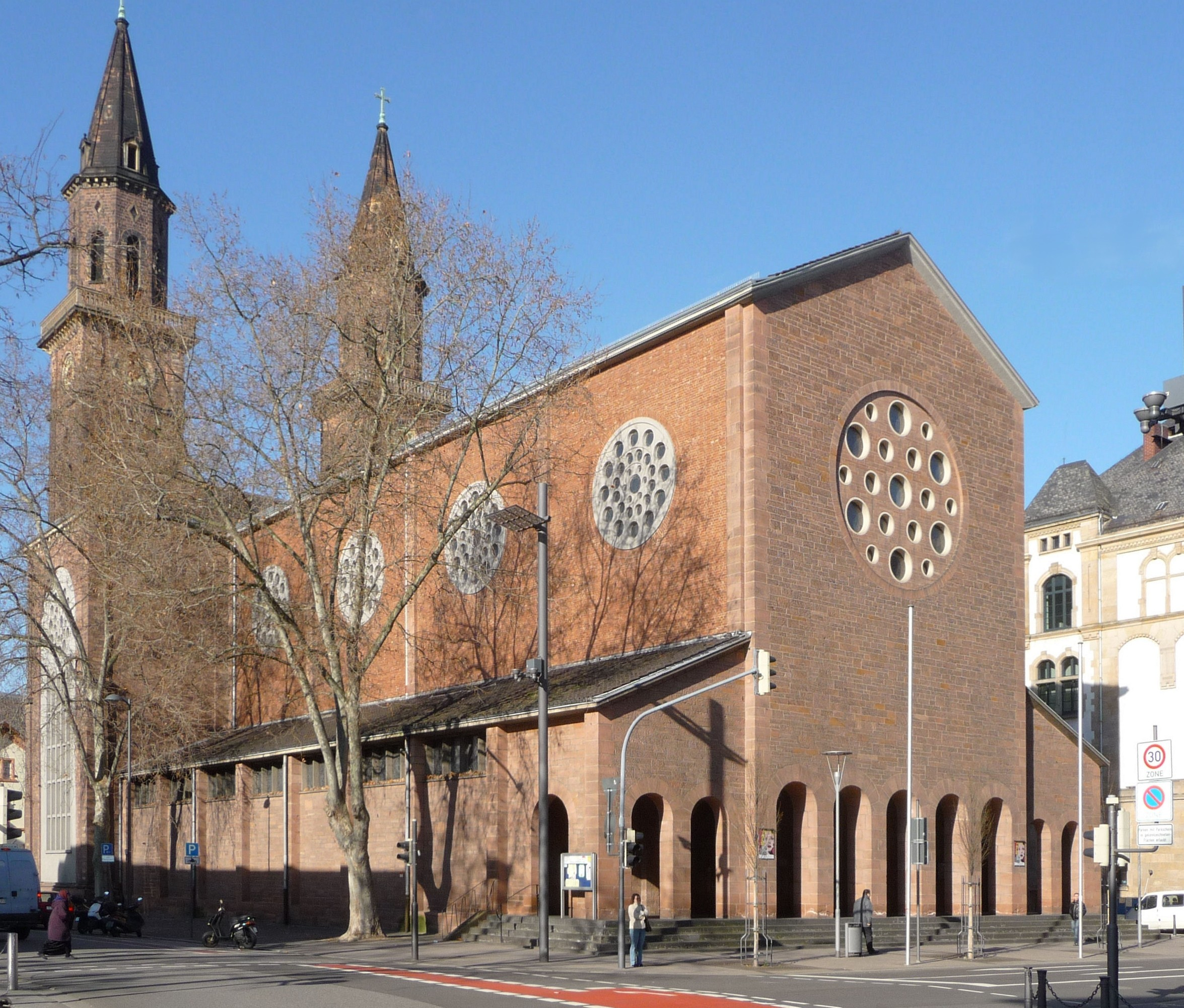
Kirche St. Ludwig

Die Wredestraße wurde um die Mitte des 19. Jahrhunderts ausgehend vom Oberen Rheinufer angelegt und kontinuierlich in südwestlicher Richtung bebaut. Heute beginnt sie an der Lichtenbergerstraße und führt bis zur Bürgermeister-Kutterer-Straße. 
Seit 1885 trägt sie ihren Namen nach dem pfälzischen Regierungspräsidenten Fürst Eugen von Wrede.
Das katholische Pfarrhaus neben der Ludwigskirche ist eines der ältesten erhaltenen Gebäude in der Innenstadt.